# 葉芝邑
葉芝邑，生於1990年代的台南市，目前擔任中華文化總會媒體事務組專員，曾任臺北市政府柯文哲市府秘書處媒體事務組專員、柯文哲競選辦公室新聞聯絡人。

## 簡介記事
2014年5月，在選舉期間柯文哲競選辦公室的青年海選計畫，葉芝邑在最後一關擊敗當時是新頭殼實習編輯的柯昱安，脫穎而出成為柯文哲競選團隊的新聞聯絡人，成為最年輕的新聞幕僚，因為常在柯文哲跑行程不小心說錯話時就去戳他，而被大眾封為「戳戳妹」。
2016年3月9日，葉芝邑負責柯文哲市長官方官方微博社群經營。
2017年3月9日，葉芝邑向柯文哲市長口頭請辭；3月17日，正式辭去台北市政府秘書處媒體事務組專員一職。
2017年6月9日，葉芝邑轉職至蔡英文政府所掌的中華文化總會任職，6月16日到任。

## 外部連結
- 葉芝邑的Facebook專頁